# Nathalie de Broc
Pour les articles homonymes, voir Broc.
Nathalie de Broc est une écrivaine française .

## Biographie
Journaliste indépendante pour France 3 Ouest, elle a été présentatrice du journal de RFO. Elle est également traductrice et auteur de guides touristiques aux Éditions Gallimard. Elle est la cousine germaine du navigateur Bertrand de Broc. Elle a animé  l'émission de Bric et de Broc sur France Bleu Breizh Izel le samedi pendant une année, émission où elle s'entretenait avec des invités qui se confiaient sur leur actualité et leur vie. Depuis 2004, elle publie aux Presses de la Cité et a reçu en 2009 le prix de l'Association des Écrivains Bretons pour son roman la Tête en Arrière (éditions Diabase).

## Ouvrages
- Antilles, Gallimard, 1986, avec la collab. d'Éric Guillemot  (ISBN 2-07-070774-1)
- Le Patriarche du Bélon, Presses de la Cité, 2004  (ISBN 2-258-06317-5)
- La Dame des forges, Presses de la Cité, 2005  (ISBN 2-84694-378-8)
- La Tresse de Jeanne, Presses de la Cité, 2007  (ISBN 978-2-286-03306-4)
- La Rivière retrouvée, Presses de la Cité, 2008  (ISBN 978-2-286-04594-4)
- Loin de la rivière, Presses de la Cité, 2008  (ISBN 978-2-286-04443-5)
- La Tête en arrière, Diabase, 2009  (ISBN 978-2-911438-61-5)
- La Sorcière de Locronan, Presses de la Cité, 2010  (ISBN 978-2-84694-806-7)
- Fleur de sable, Presses de la Cité, 2010  (ISBN 978-2-258-08342-4)
- L'Adieu à la rivière, Presses de la Cité, 2011  (ISBN 978-2-258-08034-8)
- Un amour retenu, Editions Diabase, 2013  (ISBN 978-2-911438-88-2)
- Et toujours ces ombres sur le fleuve, Presses de la Cité, 2014  (ISBN 978-2-258-09327-0) ; édition revue sous le titre de Ces ombres sur le fleuve, Presses de la Cité, 2021  (ISBN 978-2-258-19337-6)
- La Vallée des ambitions, Calmann-Levy, 2016  (ISBN 978-2-7021-5368-0)
- La Robe pourpre, Calmann-Levy, 2017
- Les Étés de Grande-Maison, Presses de la Cité, 2019
- Ces Femmes qui ont fait la Bretagne, Ouest-France, 2019
- Lucile de Nantes, Presses de la Cité, 2021  (ISBN 9782258117785)
- L'Oublié de Dieu, Le Temps, 2022  (ISBN 9782363121134)
- L'Espoir sur le rivage, Presses de la Cité, 2023  (ISBN 9782258202061)
- Ces femmes qui ont fait la Normandie, Ouest-France, 2023  (ISBN 9782737389276)